# 厚叶川木香
厚叶川木香（学名：Dolomiaea berardioidea）是菊科川木香属的植物，是中国的特有植物。分布在中国大陆的云南等地，生长于海拔2,800米至3,000米的地区，一般生于山坡草地以及灌丛中，目前尚未由人工引种栽培。厚葉川木香的根，還可治療腹痛、慢性吐瀉、消化不良、咳嗽痰喘等功效。模式标本采自云南。